# Ingvar Lindqvistprisen
Ingvar Lindqvistprisen är ett svenskt pris som delas ut av Kungl. Vetenskapsakademien till minne av akademiens tidigare preses, Ingvar Lindqvist, som tog initiativ till flera akademiaktiviteter med syfte att visa på lärarnas viktiga roll i samhället. Prisen delas ut för pedagogiska insatser inom matematik, fysik, kemi, biologi och naturvetenskap och NO, med motiveringen "för entusiasm, engagemang och utvecklingsarbete som har lett till att elevernas intresse för matematik och naturvetenskap har ökat".